# Allan Hawco
Allan Hawco (sinh ngày 28 tháng 7 năm 1977) là một nam diễn viên và nhà sản xuất người Canada, nổi tiếng nhờ các vai diễn của anh trong các sê-ri ZOS: Zone of Separation, Republic of Doyle, The Book of Negroes cũng như các bộ phim truyền hình H2O và The Trojan Horse.

## Những năm đầu đời và cuộc sống cá nhân
Hawco sinh ra tại Đảo Bell, Newfoundland và là con trai út trong bốn người con nhưng di cư đến Goulds lúc anh còn bé. Cha anh Michael làm việc trên phà chở khách đi lại Đảo Bell, còn mẹ anh là một giáo viên tiểu học (trước đó bà từng là nữ tu). Anh theo học ngành kinh doanh tại Đại học Memorial of Newfoundland nhưng sau đó bỏ học để theo đuổi đam mê tại Trường kịch nghệ quốc gia Canada. Một trong những người anh của Hawco là nhà soạn nhạc và đã sáng tác nhạc cho Republic of Doyle, trong khi cha anh cũng làm việc trong chương trình còn mẹ anh xuất hiện trong vai nghệ sĩ biểu diễn phụ. Anh kết hôn với phóng viên của đài CBC Carolyn Stokes vào năm 2012 trong lúc đang làm việc trên phim trường Republic of Doyle.

## Sự nghiệp
Vai đầu tiên của Hawco đến trong vở Macbeth do Aiden Flynn chỉ đạo, nằm trong sự kiện kịch nghệ thường niên Shakespeare by the Sea ở Newfoundland. Kể từ đó, đạo diễn Danielle Irvine đã khuyến khích Allan đi thử vai ở Trường kịch nghệ quốc gia, nơi anh là một trong 13 thí sinh đã đậu từ hàng ngàn ứng viên năm đó. Sau khi tốt nghiệp Trường kịch nghệ quốc gia vào năm 2000, Hawco đã làm việc trong nhiều nhà hát lớn trong nước. Anh khai trương công ty sản xuất riêng The Company Theatre với Philip Riccio. Sản phẩm đầu tiên của công ty mang tên A Whistle in the Dark đã đem đến nhiều lời khen ngợi cho Hawco. Sản phẩm thứ ba của họ vào năm 2009 Festen giúp anh giành ba giải Dora Awards, bao gồm hạng mục sản phẩm kịch nghệ xuất sắc.
Một số vai điện ảnh trước đây của Hawco gồm có các tác phẩm của Canada như Making Love in Saint Pierre, Above and Beyond và Love and Savagery; bộ phim thứ ba đã đem lại cho anh một đề cử ACTRA cho Diễn xuất nam xuất sắc. Sự nghiệp của Hawco khởi sắc khi anh cho ra mắt sê-ri truyền hình của riêng mình có tựa Republic of Doyle vào năm 2010. Hawco là nhà đồng sáng tạo với Perry Chafe và Malcolm MacRury, đồng thời là giám đốc sản xuất, nam diễn viên chính, biên kịch chính và nhà sản xuất của chương trình. Chương trình đã được bán cho hơn 90 quốc gia và duy trì con số 1 triệu người xem mỗi tuần trên kênh CBC television ở Canada. Anh còn đóng một vai khách mời trong một tập phim Murdoch Mysteries như một tập crossover hư cấu giữa sê-ri đó và Republic of Doyle.
Năm 2010, Hawco giành đề cử giải ACTRA Toronto cho Diễn xuất năm xuất sắc nhờ màn thể hiện trong Love and Savagery. Năm đó anh cũng nhận hai đề cử giải Gemini cho nam diễn viên chính trong sê-ri chính kịch xuất sắc nhất và sê-ri chính kịch xuất sắc nhất nhờ vai trò diễn viên kiêm nhà đồng sản xuất Republic of Doyle. Năm 2011, Hawco là chủ nhân của giải Gascon-Thomas danh giá do Trường kịch nghệ quốc gia trao tặng.

## Danh sách phim
- 2010-2014: Republic of Doyle - Jake Doyle
- 2018: Caught - David Slaney